# Paramaretia
Genre
Paramaretia est un genre d'oursins de la famille des Eurypatagidae.

## Description et caractéristiques
Ce sont des oursins irréguliers en forme ovale vu du dessus, et aplatis à bombés (la face orale est presque plate). Une large bouche filtreuse est située sur la face inférieure de l'animal, et l'anus en position terminale arrière ; ils ont quatre gonopores. Ils sont couverts de radioles (piquants) courtes et peu piquantes, et vivent enterrés dans le sédiment, qu'ils filtrent pour se nourrir. Ils sont rarement aperçus vivants, mais leurs squelettes (« tests ») sont parfois retrouvés sur les plages.
Ce genre se distingue de ses voisins (comme Maretia) par ses pétales étroits et parallèles, et le pétale avant quasiment imperceptible. 

## Liste des genres
Selon World Register of Marine Species (5 septembre 2020) :
- Paramaretia multituberculata Mortensen, 1950 -- Australie et Nouvelle-Zélande
- Paramaretia peloria (H.L. Clark, 1916) -- Australie
- Paramaretia tuberculata (A. Agassiz & H.L. Clark, 1907) -- Japon

## Galerie

Paramaretia multituberculata
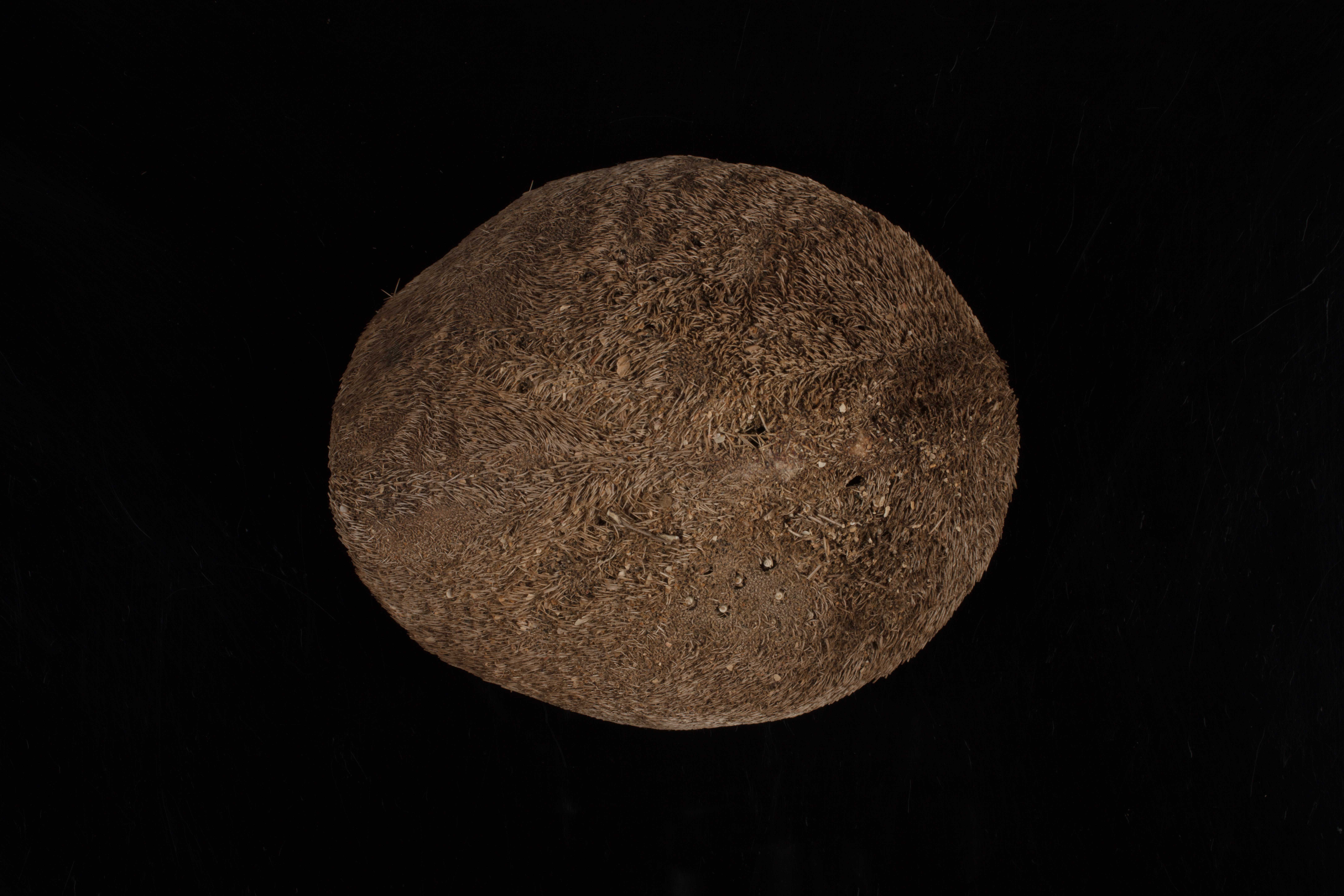
Paramaretia peloria
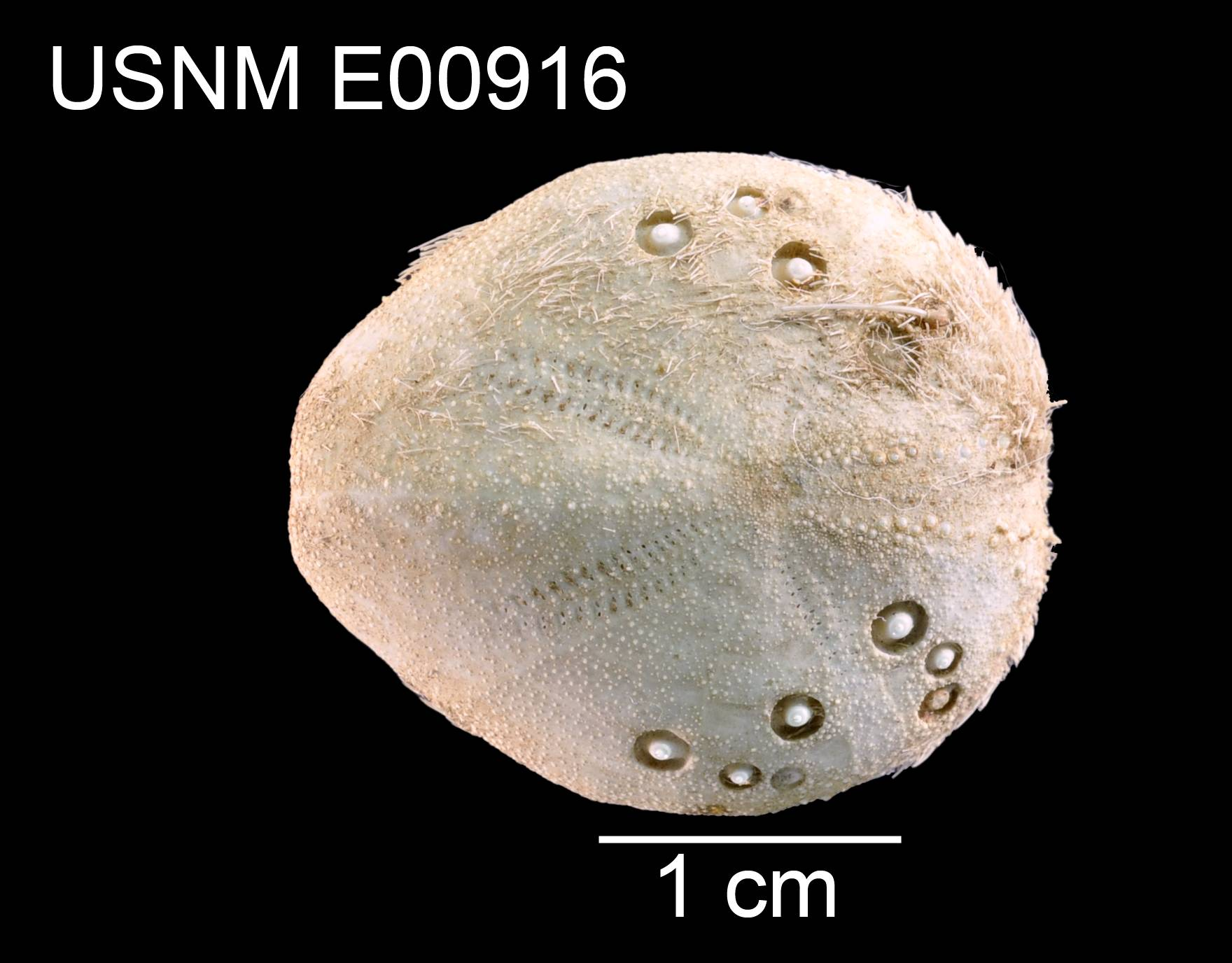
Paramaretia tuberculata